# Lesueurigobius friesii
Lesueurigobius friesii é uma espécie de peixe pertencente à família Gobiidae.
A autoridade científica da espécie é Malm, tendo sido descrita no ano de 1874.

## Portugal
Encontra-se presente em Portugal, onde é uma espécie nativa.

## Descrição
Trata-se de uma espécie marinha. Atinge os 9 cm  de comprimento total, com base de indivíduos de sexo indeterminado.